# John O. Pendleton
John Overton Pendleton (* 4. Juli 1851 in Wellsburg, Brooke County, Virginia; † 24. Dezember 1916 in Wheeling, West Virginia) war ein US-amerikanischer Politiker. Zwischen 1889 und 1890 und nochmals von 1891 bis 1895 vertrat er den ersten Wahlbezirk des Bundesstaates West Virginia im US-Repräsentantenhaus.

## Werdegang
John Pendleton wurde 1851 in Wellsburg geboren, das damals noch zu Virginia gehörte und seit 1863 Teil von West Virginia ist. Noch in seinem Geburtsjahr zog er mit seiner Familie nach Wheeling. Zwischen 1865 und 1869 besuchte er die Aspen Hill Academy im Louisa County in Virginia und danach bis 1871 das Bethany College in West Virginia. Nach einem Jurastudium und seiner im Jahr 1874 erfolgten Zulassung als Rechtsanwalt begann er ab 1874 in Wheeling in seinem neuen Beruf zu arbeiten.
Pendleton war Mitglied der Demokratischen Partei. Im Jahr 1886 kandidierte er erfolglos für den Senat von West Virginia. 1888 wurde er im ersten Distrikt des Staates in das US-Repräsentantenhaus in Washington, D.C. gewählt, wo er am 4. März 1889 die Nachfolge des nicht mehr kandidierenden Republikaners Nathan Goff antrat. Seine Wahl wurde aber von George W. Atkinson angefochten. Nachdem dieser Anfechtung stattgegeben worden war, musste Pendleton sein Mandat am 26. Februar 1890 an Atkinson abtreten. Da er allerdings die folgenden zwei Kongresswahlen in den Jahren 1890 und 1892 gewann, konnte er zwischen dem 4. März 1891 und dem 3. März 1895 zwei Legislaturperioden im Kongress absolvieren. Seit 1893 war er Vorsitzender des Ausschusses, der sich mit privaten Landansprüchen befasste.
Für die Wahlen des Jahres 1894 wurde John Pendleton von seiner Partei nicht mehr für eine weitere Amtszeit nominiert. Daraufhin zog er sich nach Wheeling zurück, wo er wieder als Anwalt arbeitete. Dort ist er im Dezember 1916 auch verstorben.